# Romeo Montecchi
Romeo Montecchi (nome originale inglese Romeo Montague) è il protagonista della tragedia di William Shakespeare Romeo e Giulietta. Egli è l'unico figlio ed erede dell'influente famiglia Montecchi di Verona, è nato in nobiltà e ha un servo personale, Baldassarre. Romeo è un ragazzo di sedici anni, bello, intelligente e sensibile, sebbene sia impulsivo e immaturo, ed è abile nell'uso della spada. È anche un lettore di poesie d'amore e, nella sua ricerca tipicamente giovanile della grande passione, cerca di emulare l'amore ideale dei sonetti tanto in voga nella sua epoca. Il suo ardore e il suo idealismo lo rendono un personaggio apprezzato ed amato. Nonostante viva nel mezzo di una faida tra la sua casata e quella dei Capuleti, egli non è interessato alla violenza; il suo interesse è l'amore, inizialmente per una certa Rosalina.

## Storia
L'opera di Shakespeare Romeo e Giulietta è la trasposizione teatrale della novella di Luigi Da Porto Historia novellamente ritrovata di due nobili amanti, ed è una delle storie d'amore attualmente più note, sorta alla ribalta grazie al movimento del Romanticismo. Raccontando il sentimento impossibile e travolgente dei due giovani veronesi, i quali preferiscono la morte piuttosto che rinnegare il proprio sentimento, incarna perfettamente quel movimento culturale pur essendo nata due secoli prima. Col tempo è entrata stabilmente nell'immaginario romantico assumendo un valore simbolico e diventando l'archetipo dell'amore perfetto ma avversato dalla società.
Romeo rimane colpito alla vista della bella Giulietta durante un ballo in maschera. Viene ricambiato e il loro amore è immediato e irresistibile. La sera stessa i due innamorati si dichiarano e il giorno dopo si sposano di fronte a frate Lorenzo. In seguito a un duello Romeo viene però esiliato e i due sposi possono vivere così una sola notte d'amore. Per non convolare a nozze con un nobile scelto dai genitori, Giulietta berrà una pozione datale dal frate che la farà cadere in una sorta di morte apparente per 42 ore. Ma Romeo non viene avvisato in tempo del piano e credendo Giulietta morta, la raggiunge nella tomba e si uccide. Quando lei si sveglia, vedendo l'amato ormai esanime, si toglie la vita con il suo pugnale.

## Altre notizie
Il personaggio di Romeo è molto simile a quello di Piramo, protagonista di un antico mito babilonese molto conosciuto nella società greca e romana. Anch'egli era innamorato pazzamente di Tisbe, tuttavia a causa dell'odio delle rispettive famiglie i due furono costretti a pianificare una fuga. Il piano però fallì e Piramo, credendo che Tisbe fosse morta, si pugnalò. Poco dopo sul posto giunse la ragazza e vedendo il compagno esanime si trafisse anche lei il petto.